# Szászkút
Szászkút (románul: Sascut) falu Romániában, Bákó megyében.

## Fekvése
Ónfalvától 24 km-re nyugatra fekvő település.

## Nevének eredete
Nevét régi szász telepeseiről kapta.

## Története
Szászkút nevét 1698-ban említették először. Ekkor a moldvai fejedelem birtoka volt. Egykori szász lakói szőlőművelésből éltek.
A települést középkori eredetűnek tartják, később a középkori eredetű népességre székelyek telepedtek rá.
A Moldvába áttelepülők között reformátusok is voltak. Szászkút is e református többségű települések közé tartozott. Református gyülekezetét a 18. század végén alapították.
A 19. században itt élt a regáti reformátusok legrégibb gyülekezete.
1818-ban újabb éhínség elől menekülő protestánsok érkeztek Erdélyből. Szászkút református lakói azonban később a többségi katolikusokhoz asszimilálódtak.
A település népességének nyelvjárása székelyes csángó volt. Az itt élő magyarok a Fântânele nevű falurészben élnek.
Szászkút fejlődését az 1800-as évek végén a vasút kiépítése és a cukorgyártás lendítette fel. Innen látták el egész Moldvát cukorral. Cukorgyárát 1945-ben államosították.

## Népesség
A 2002-es népszámlálás adatai szerint Szászkútnak 10 167 lakosa volt, melyből 10 138 fő román, 4 magyar, 22 roma, 1 ukrán, 1 török és 1 olasz volt. A népességből 9066 fő görögkeleti ortodox, 621 római katolikus, 4 református és 476 egyéb volt.

## Külső hivatkozások
- Szászkút község hivatalos honlapja